# Cột Đức Mẹ ở Olomouc

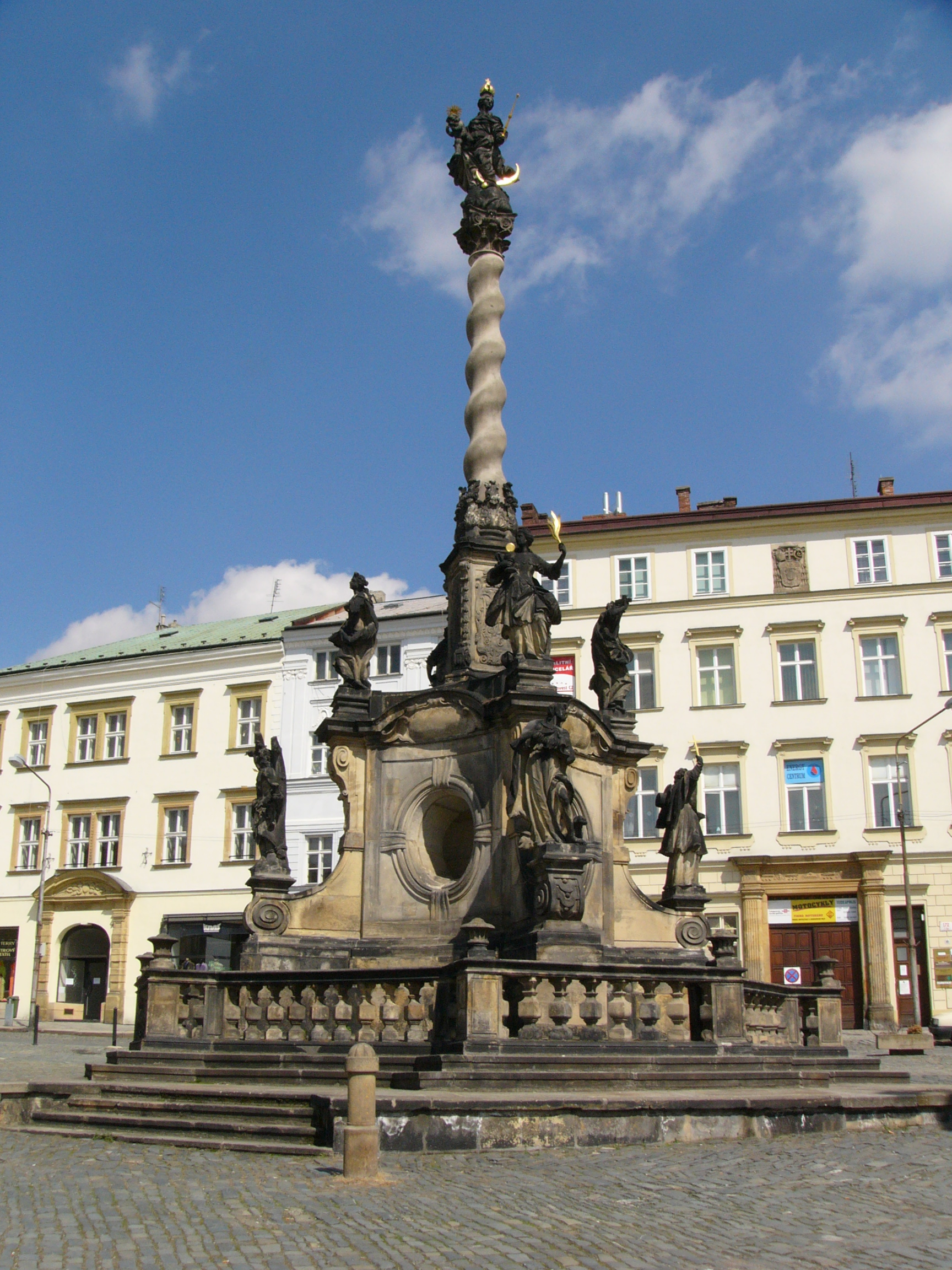
Cột Đức Mẹ ở Olomouc (2006)

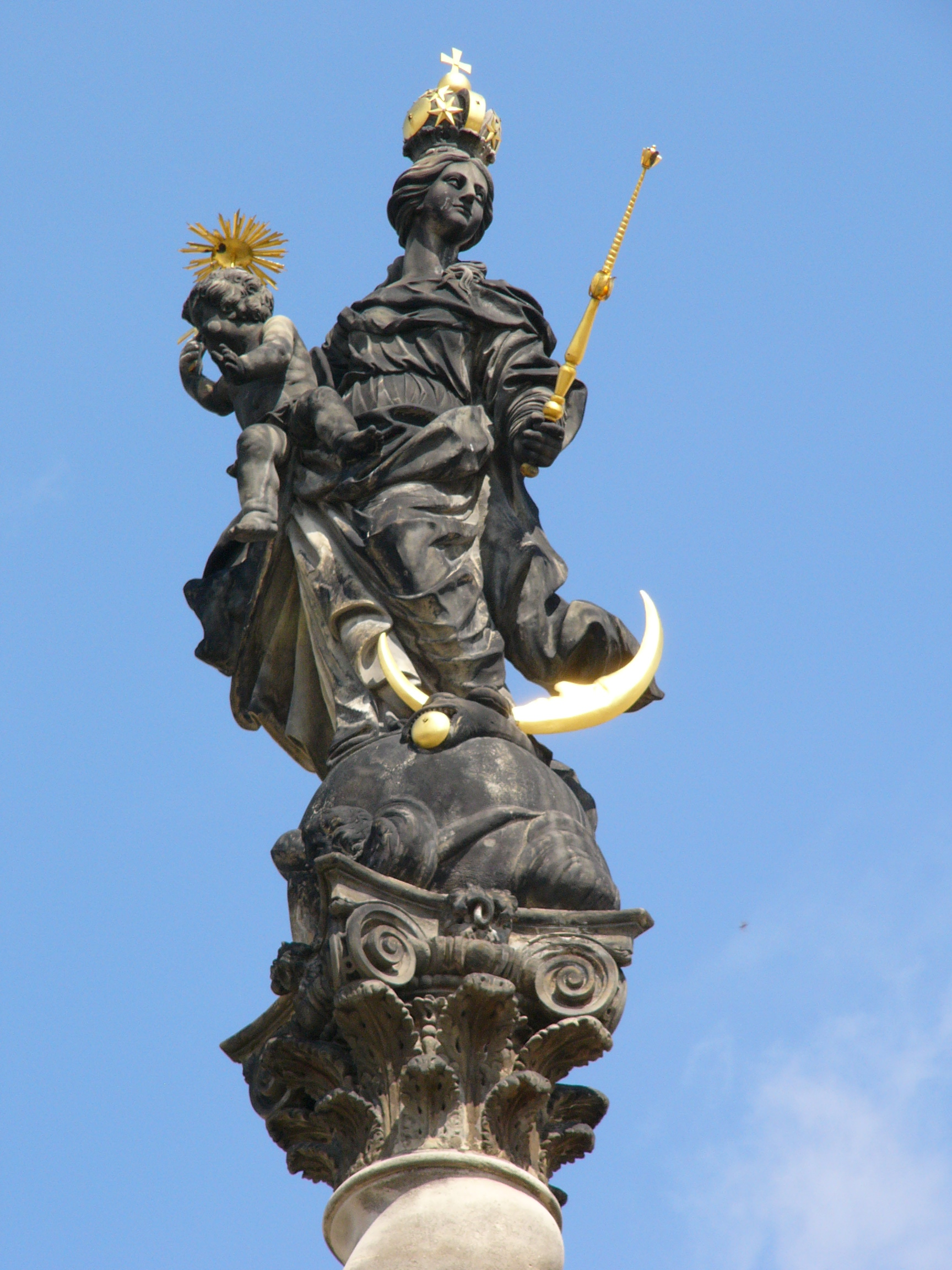
Tượng Đức Mẹ (2006)

Cột Đức Mẹ ở Olomouc (tiếng Séc: Mariánský sloup v Olomouci) là một trong những tượng đài tôn giáo nổi tiếng về Đức Mẹ, tọa lạc ở thành phố Olomouc, Cộng hòa Séc. Tượng đài này có tên trong danh sách các di tích văn hóa của Cộng hòa Séc.

## Lịch sử
Cột Đức Mẹ ở Olomouc được xây dựng trong giai đoạn 1715 - 1723. Các tác giả công trình này là kiến trúc sư Václav Render, nhà điêu khắc Jan Sturmer (tượng Đức Mẹ Vô nhiễm nguyên tội, tượng Thánh Phanxicô Xaviê và tượng Thánh Charles Borromeo) và nhà điêu khắc Tobias Schütz (các tượng khác, ngoại trừ tượng Thánh Sebastian vì sau này được thay đổi). Ở trên đỉnh cột đặt một bức tượng Đức Mẹ Vô nhiễm nguyên tội, nhằm bày tỏ lòng biết ơn đối với Đức Mẹ, vì Ngài đã che chở người người dân Olomouc vượt qua đại dịch hạch đã bùng phát ở vùng Moravia trong giai đoạn 1714 - 1716. Năm 1758, cuộc vây hãm Olomouc của quân đội Phổ đã làm cho cột Đức Mẹ bị hư hại. Sau đó, tượng Thánh Sebastian đã được thay thế. Chiếc cột hình xoắn ốc bản gốc cũng được thay thế bằng một bản sao trong quá trình trùng tu vào giai đoạn 1985 - 1992.

## Mô tả
Trên đỉnh cột có tượng Đức Mẹ Vô Nhiễm Nguyên Tội. Xung quanh phần bệ tượng đài có 8 bức tượng của các vị thánh:
- Hàng trên có: Thánh Paulina của Roma, Thánh Rosalia, Thánh Catarina thành Siena và Thánh Barbara của Nicosia.
- Hàng dưới có: Thánh Roch thành Montpellier, Thánh Charles Borromeo, Thánh Phanxicô Xaviê và Thánh Sebastian.